# Icona della Santissima Madre di Dio di Žyrovici (detta Del Pascolo) a Roma
L'icona della Santissima Madre di Dio di Žyrovici è la prima icona miracolosa con corone papali nella storia della Chiesa di Kyiv.

## L'originale dell'icona miracolosa della Santissima Madre di Dio di Žyrovici
L'icona della Santissima Madre di Dio di Žyrovici è la più piccola delle icone miracolose della Theotókos di tipo Eleousa (Tenerezza). Le sue dimensioni sono 43x56 mm. L'icona è fatta in pietra semicircolare di diaspro trasparente, di colore grigio-bluastro tendente al dorato. Essa rappresenta l'immagine della Madre di Dio (Deipara in latino) che reca il Bambino Gesù nel suo braccio destro, ed è realizzata in rilievo con l’incisione piatta. Attorno, lungo il bordo, vi erano scolpite le parole della preghiera in slavo ecclesiastico: "Più venerabile dei Cherubini, e incomparabilmente più gloriosa dei Serafini, in modo miracolato il Dio Verbo hai generato, la realmente Theotókos, te noi magnifichiamo", che oggi non sono più visibili.
Secondo la leggenda, questa icona apparve nel 1470 nel villaggio di Žyrovici (ora è un villaggio del distretto di Slonim, nella Regione di Hrodna, Bielorussia) in una foresta di proprietà di un nobile bielorusso, Oleksandr Soltan, tesoriere di corte del Granducato di Lituania. I pastori notarono una luce insolita e forte brillare oltre i rami dell’albero di pero ubicato sopra la sorgente che sgorgava dalla montagna. Dopo essersi avvicinati, videro sull'albero una piccola icona della Madre di Dio avvolta da una luce radiosa. I pastori presero con riverenza l'icona e la portarono ad Oleksandr Soltan.
Inizialmente, il nobile non diede molta importanza a questo ritrovamento e nascose l’immagine nella sua abitazione. In seguito però si scoprì che l'icona era scomparsa dalla casa di Soltan per presto riapparire di nuovo sullo stesso albero. Vedendo questo evento come un segno di Dio, il tesoriere costruì una piccola cappella sul sito del ritrovamento, in cui fu collocata l'icona stessa. Qualche mese dopo, sempre a spese di Oleksandr Soltan, sul luogo di apparizione fu costruita una grande chiesa lignea della Dormizione.
Nel 1520, nonostante gli sforzi della gente del posto di spegnere l’incendio nella chiesa, quest’ultima andò completamente distrutta. Tutti pensarono che l'icona non ci fosse più. Ma ecco che una volta, tornando a casa dalla scuola, alcuni bambini del villaggio videro una Signora di straordinaria bellezza illuminata dalla luce radiosa e seduta su una pietra vicino al tempio bruciato, che teneva in mano l'icona da tutti creduta scomparsa.
Quindi l'immagine della Madre di Dio fu temporaneamente collocata nella casa del prete. Al posto della pietra su cui sedeva la Vergine, il nipote di Oleksandr Soltan, Ivan, costruì una piccola chiesetta di legno. In seguito, a causa dell'afflusso dei pellegrini, vi fu eretta una grande chiesa lignea, e l'icona miracolosa fu trasferita lì. Intorno al 1526, presso la chiesa fu fondato il monastero maschile della Dormizione. La costruzione della chiesa in pietra, invece, fu avviata da Ivan Soltan intorno al 1540, che però non riuscì a completarla. Dopo aver acquistato Žyrovici dalla famiglia Soltan, la chiesa e il monastero furono completati dal nobile Ivan Meleshko che nel 1613 li consegnò ai monaci basiliani, in particolare, al santo martire Josaphat Kuntsevych († 12 novembre 1623).

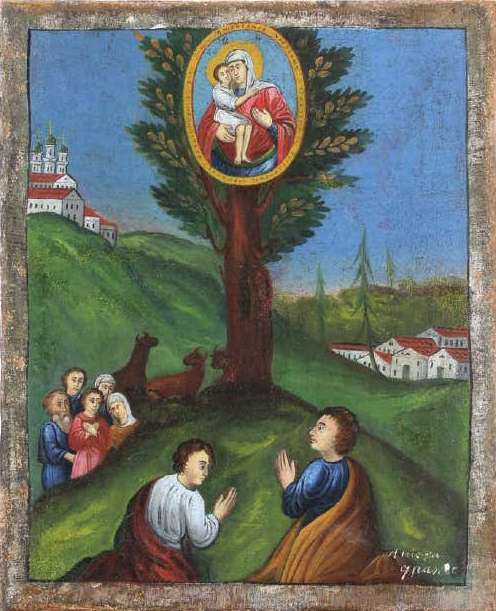

Nel 1622, il monaco del monastero basiliano di Žyrovici, lo ieromonaco Teodosio Borovyk, scrisse il libro con il titolo "Storia, o narrazione di molte persone degne di fede, sull'immagine della miracolosa Beata Vergine Maria di Žyrovici del distretto di Slonim, del tutto coerente, brevemente descritta e con grande fatica e zelo raccolta da padre Teodosio peccatore”. È la principale fonte di informazioni più antiche che riguardano l'icona miracolosa, la costruzione della chiesa sul posto della sua apparizione, e infine, la fondazione del monastero.
Nel 1653, lo ieromonaco Josaphat Dubyanetsky, OSBM, approntò un altro studio sull’icona di Žyrovici: "L'immagine della miracolosa Santissima Madre di Dio di Žyrovici". In questo lavoro vengono descritti i miracoli accaduti a diverse persone durante la loro preghiera davanti all'icona.
A causa del gran numero di guarigioni avvenute davanti all'icona della Madre di Dio di Žyrovici e alla sua copia di Roma, nel 1726, durante il pontificato di Papa Benedetto XIII (29 maggio 1724 - 21 febbraio 1730) fu presa la decisione di mettere le corone d’oro sopra il capo di Gesù Bambino e quello della Vergine Maria di Žyrovici nella chiesa dei Padri dell'Ordine di San Basilio Magno della Metropolia di Kyiv". Grazie all’impegno dello ieromonaco Venedykt Trulevych, l’allora procuratore dei metropoliti di Kyiv a Roma, sempre a Roma furono realizzate le corone d'oro benedette da papa Clemente XII (12 luglio 1730 - 6 febbraio 1740), che la principessa Anna della famiglia Sangushko, vedova di Karol Radziwill, decorò con le pietre preziose. L'incoronazione ebbe luogo il 19 settembre 1730 a Žyrovici.
Il metropolita di Kyiv, Halych e di tutta la Rus’ Lev Kyshka (17 settembre 1714 - 19 novembre 1728) fissò la data di incoronazione dell'icona miracolosa della Santissima Madre di Dio di Žyrovici per l'8 settembre 1728 ma, a causa degli eventi politici, fu costretto a rimandarla. La corporazione fu dunque completata nel 1730 dal suo successore, il metropolita Atanasio Sheptytsky (18 agosto 1729 - 12 dicembre 1746), insieme ai vescovi Teodosio Godebsky, di Volodymyr e Brest (1730 - 12 settembre 1756), Yuriy Bulgak di Pinsk e Turov (1730 - 12 marzo 1769) e con la numerosissima presenza dei fedeli di entrambi i riti (greco e latino).
Nel XIX secolo il monastero di Žyrovici (o Žyrovci) divenne la sede dell'eparchia di Volodymyr-Brėst finché la provincia ecclesiastica greco-cattolica di Polack fu "assorbita" dalla Chiesa ortodossa russa con il Sinodo di Polack nel 1839.
Durante la prima guerra mondiale, l'icona fu portata a Mosca, e nei primi anni ’20 del XX secolo fu restituita alla chiesa del monastero di Žyrovici. Oggi è collocata nella cattedrale di Dormizione della Santissima Madre di Dio del monastero di Žyrovici.

## Storia

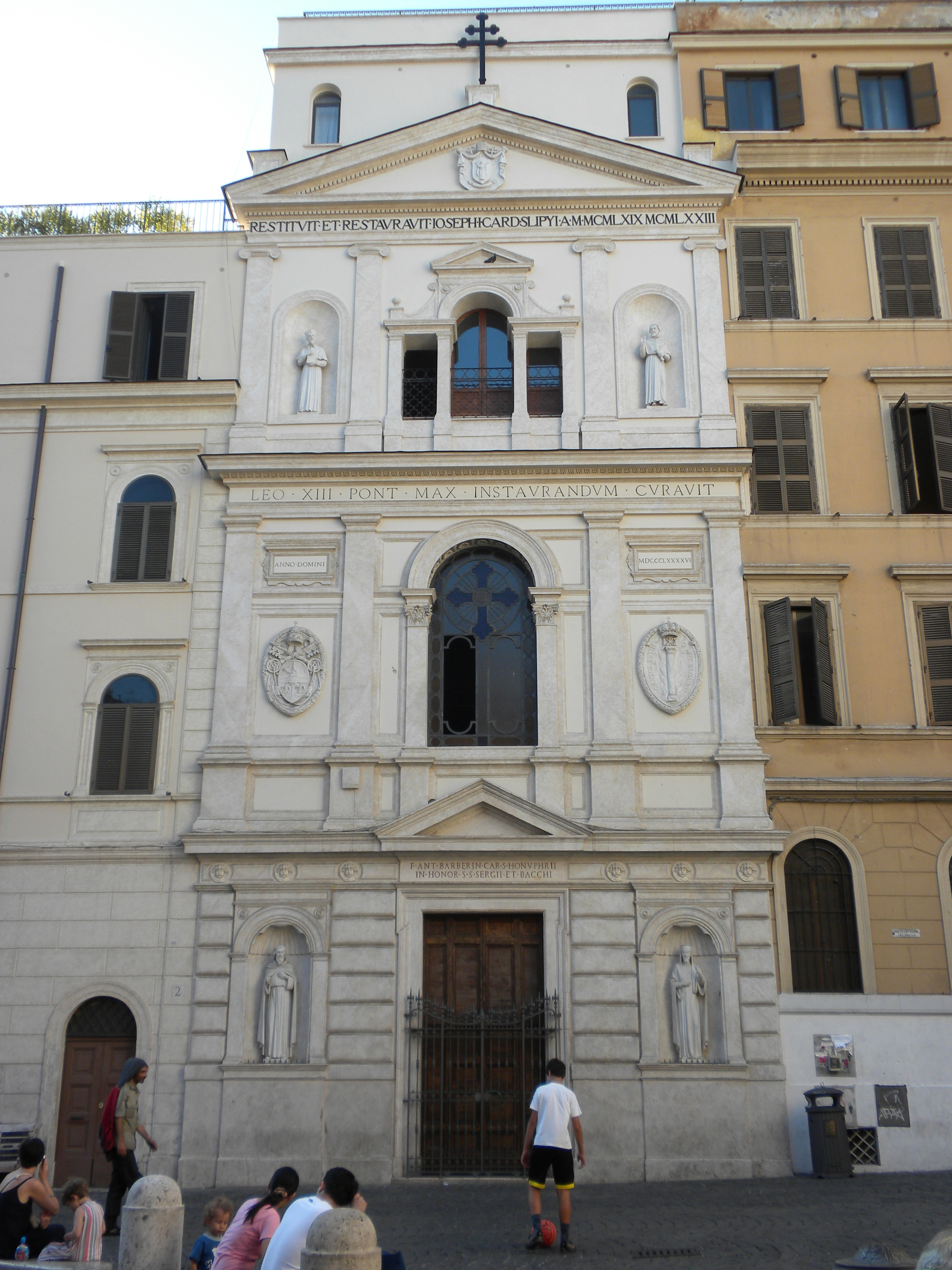

Ad oggi rimane un mistero su chi e quando dipinse, e chi e perché ricoprì di intonaco la copia ingrandita dell'icona di Žyrovici della Santissima Madre di Dio sul muro della Chiesa dei Santi Martiri Sergio e Bacco a Roma, che fu la sede dei procuratori (rappresentanti ufficiali) dei Metropoliti di Kyiv presso la Santa Sede. Si presume che questa icona poteva essere stata dipinta da uno dei monaci basiliani della provincia lituana che visitò Žyrovici e non voleva lasciare quel luogo, ma venne a Roma per volontà degli abati.
Nell'agosto 1718, l'allora procuratore sacerdote Venedyct Trulevych disse al muratore Simone Ciotti di iniziare i lavori di restauro della chiesa dei Santi martiri Sergio e Bacco di Roma. Quando il mastro iniziò a lavorare nel vano che oggi funge da sagrestia, rimuovendo l'intonaco, vide un occhio dipinto sul muro, e subito dopo ne vide anche il secondo. Stupito, andò a informare Padre Venedykt ma quest’ultimo gli ordinò di far imbiancare l'immagine e continuare il suo lavoro. Alla fine della giornata lavorativa, Simone tornò a casa. Tornato in chiesa il giorno dopo, l'uomo vide che la calce con cui aveva imbiancato l'immagine era caduta, e gli apparve l'intera immagine della Madre di Dio con Bambino Gesù in braccio. Il mastro corse immediatamente dal procuratore. Quando arrivò il padre Venedykt, vide che l'immagine sul muro rappresentava l’esatta copia ingrandita dell'icona miracolosa della Madre di Dio di Žyrovici (le sue dimensioni sono 1x1,5 m).
Nonostante l'icona fosse ricoperta di calce e collocata in un luogo umido (probabilmente per circa 80 anni), essa non perse la sua bellezza. Tuttavia, l'immagine fu danneggiata con uno strumento affilato utilizzato dal muratore durante i lavori, nonché da un chiodo messo nel muro per appendere una lampada. Pertanto, il padre-procuratore decise di restaurarla, affidandola all'esperto, pittore Lorenzo Gramiccia (1702 / 1704-1795), allievo del famoso Bonaventura Lamberti (1651-1721), ma quest’ultimo rifiutò. Dopo un po', l'artista sentì un forte dolore alla gamba. Costretto al letto, alla fine accettò di restaurare l'icona, "liberandosi così della sfortunata malattia".
Un anno dopo, all'inizio di agosto 1719, dopo la preghiera davanti all'icona iniziarono le guarigioni miracolose. È ben noto il caso dei tredici uomini provenienti da un villaggio fuori Roma che arrivarono in chiesa, si inginocchiarono davanti all'icona miracolosa e poi si unsero con l’olio della lampada. Alla domanda su chi gli avesse chiesto di farlo, essi risposero: "Mentre stavamo lavorando nel campo di Affogalasino (5-6 miglia da Roma), una bella e imponente Signora ci ha detto:" Se volete guarire, andate nella chiesa di San Sergio e Bacco vicino a Madonna dei Monti e ungetevi con l’olio della lampada accesa davanti all'icona recentemente scoperta in quel luogo.” Dopo essersi unti, gli uomini se ne andarono, confortati, e nessuno li vide più. Pochi giorni dopo vennero quindici donne vestite di bianco che se ne andarono dopo aver pregato davanti all'icona.

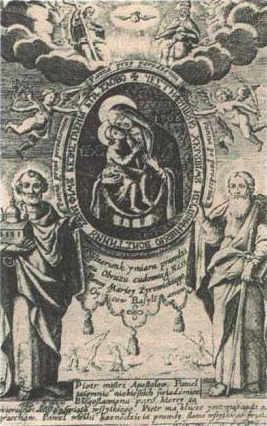

Il 15 agosto 1719, nella Chiesa dei Santi Sergio e Bacco venne un gran numero di fedeli. La chiesa rimase persino aperta per tutta la settimana perché il numero dei pellegrini era in continuo aumento. Gli amministratori della città ordinarono di erigere un muro di mattoni davanti all'icona per fermare il flusso di persone. Ciò accadde il 1 settembre 1719, ma anche dopo l’erezione del muro e la chiusura delle porte della chiesa, molti pellegrini si radunarono nella piazza di fronte alla chiesa.
Papa Clemente XI (23 novembre 1700 - 19 marzo 1721) permise di demolire il muro e ordinò di ritagliare l'icona e trasferirla nella chiesa per la venerazione di tutti. Il fatto avvenne nella notte del 7 settembre 1719. L'icona fu spostata e collocata sul muro dietro l’altare principale, dove è rimasta fino ad oggi.
Sul muro della sagrestia dove un tempo si trovava l’icona, fu collocata una lapide commemorativa in marmo con la scritta: “Qui si trovava l'icona della Beata Vergine Maria al pascolo, la copia di quella venerata a Žyrovici, famosa per i suoi miracoli nel 1718. L’icona fu scoperta per caso sotto l'intonaco di un muro. L'anno seguente, lo stesso mese, il popolo cominciò ad affluire diventando così numeroso che, per il volere del papa Clemente XI, il 7 settembre 1719 l’icona fu staccata dal muro e trasferita nella chiesa”.
Pertanto, il culto dell'icona miracolosa di Žyrovici della Madre di Dio si diffuse tra gli abitanti del quartiere romano di Monti. Dal 25 agosto 1719 al 10 febbraio 1804, furono registrate 151 guarigioni e intercessioni. Di queste, 128 casi appartengono al primo periodo: dal 25 agosto al 7 settembre 1719. Tra i guariti v'erano anche i fedeli delle parrocchie remote che arrivavano persino da Parma, Bologna e Gubbio.
Nel 1735, il monaco basiliano Ignazio Kulchynsky (1707-1747) fece un inventario della chiesa presentando i suoi risultati alla Congregazione de Propaganda Fide; tra gli oggetti inventariati della chiesa v'era il "Libro delle grazie ricevute e attribuite alla Beata Vergine Maria".
Un po' prima, nel 1732, lo stesso ieromonaco scrisse un'opera dedicata all'icona della Santissima Madre di Dio Žyrovici che si trova nella Chiesa dei Santi Martiri Sergio e Bacco a Roma intitolata “Il Diaspro Prodigioso Di tre Colori ovvero Narrazione istorica Delle tre Imagini Miracolose della Beata Vergine Maria : La prima, di Zyrovvice in Lituania, la Seconda, del Pascolo in Roma, e la Terza Copia della Seconda parimente in Zyrovvice detta da quei Popoli Romana”. La copia dell'icona romana, donata a Žyrovici, probabilmente scomparve durante la prima guerra mondiale. L'autore descrive la storia dell'immagine originale di Žyrovici e gli eventi del ritrovamento e del trasferimento, nella chiesa dei Santi martiri Sergio e Bacco, della copia dell'icona di Santissima Madre di Dio di Zhyroviychi staccata dal muro. In particolare, nella sua opera Ignazio Kulchynsky scrive che dopo il trasferimento dell'icona nella chiesa, il 7 settembre 1719, essa fu spostata ancora una volta, in questo secondo momento, durante i lavori nella chiesa: il 13 settembre 1730 l'immagine fu rimossa dal muro e trasferita nella cappella laterale della chiesa, e fu ricollocata al suo posto dopo il completamento dei lavori sabato 29 ottobre 1730, con la partecipazione dell'allora arcivescovo di Polotsk e, successivamente, metropolita di Kyiv, Florian Hrebnytsky (16 dicembre 1748 - 18 luglio 1762).
Va ricordato che nel 1801 la chiesa fu visitata da Papa Pio VII (1800-1823), lo stesso che nel 1807 restaurò la Metropolia galiziana. Solennemente, con tutta la corte papale, il Papa entrò in chiesa e pregò davanti all'icona miracolosa ringraziandola per la liberazione dalla prigionia napoleonica.
Nell'inventario della Chiesa dei Santi Martiri Sergio e Bacco realizzato dallo ieromonaco Jordan Mickiewicz il 30 giugno 1820, vi è un’annotazione di come nel 1819 per l'icona di Žyrovici fu realizzata una veste di metallo dorato con le corone in argento dorato decorate con pietre preziose artificiali.
Nel 1827, con il suo decreto Papa Leone XII (1823-1829) dedicò la Chiesa dei Santi Martiri Sergio e Bacco all'icona della Madre di Dio "Al Pascolo". La definizione "Al pascolo" ricorda il luogo in cui i pastori trovarono l'originale di questa sacra immagine. Ricordiamo, che l’evento accadde nel villaggio di Žyrovici nel XV secolo. La Chiesa dei Santi Martiri Sergio e Bacco ancor oggi è popolarmente chiamata Chiesa della Madonna al Pascolo.
L'11 luglio 2019, con la bolla "Christo Salvatori”, il Santo Padre Francesco ha istituito l'Esarcato apostolico per gli ucraini di rito bizantino residenti in Italia. È interessante notare che la cattedrale dell'Esarcato appena istituito è la Chiesa parrocchiale dei Santi martiri Sergio e Bacco e dell'icona della Santissima Madre di Dio di Žyrovici a Roma.
Il 21 ottobre 2018, il Patriarca Sua Beatitudine Sviatoslav durante la sua visita alla parrocchia ucraina dei Santi martiri Sergio e Bacco, in occasione della festa della Chiesa e della celebrazione del 300 ° anniversario della scoperta a Roma della copia dell'icona della Santissima Madre di Dio di Žyrovici, ha dichiarato l’icona la principale immagine sacra degli ucraini in Italia.

## Giorno della venerazione dell'icona
Nel calendario liturgico, il 20 maggio è il giorno della venerazione dell'icona miracolosa della Santissima Madre di Dio di Žyrovici. Proprio quel giorno si svolsero, e si svolgono tuttora, le celebrazioni a Žyrovici, il luogo della sua apparizione.
Il giorno della venerazione di questa icona a Roma è il 7 settembre (in occasione del trasferimento dell’icona nella Chiesa dei Santi Martiri Sergio e Bacco dopo la sua scoperta nel 1718).

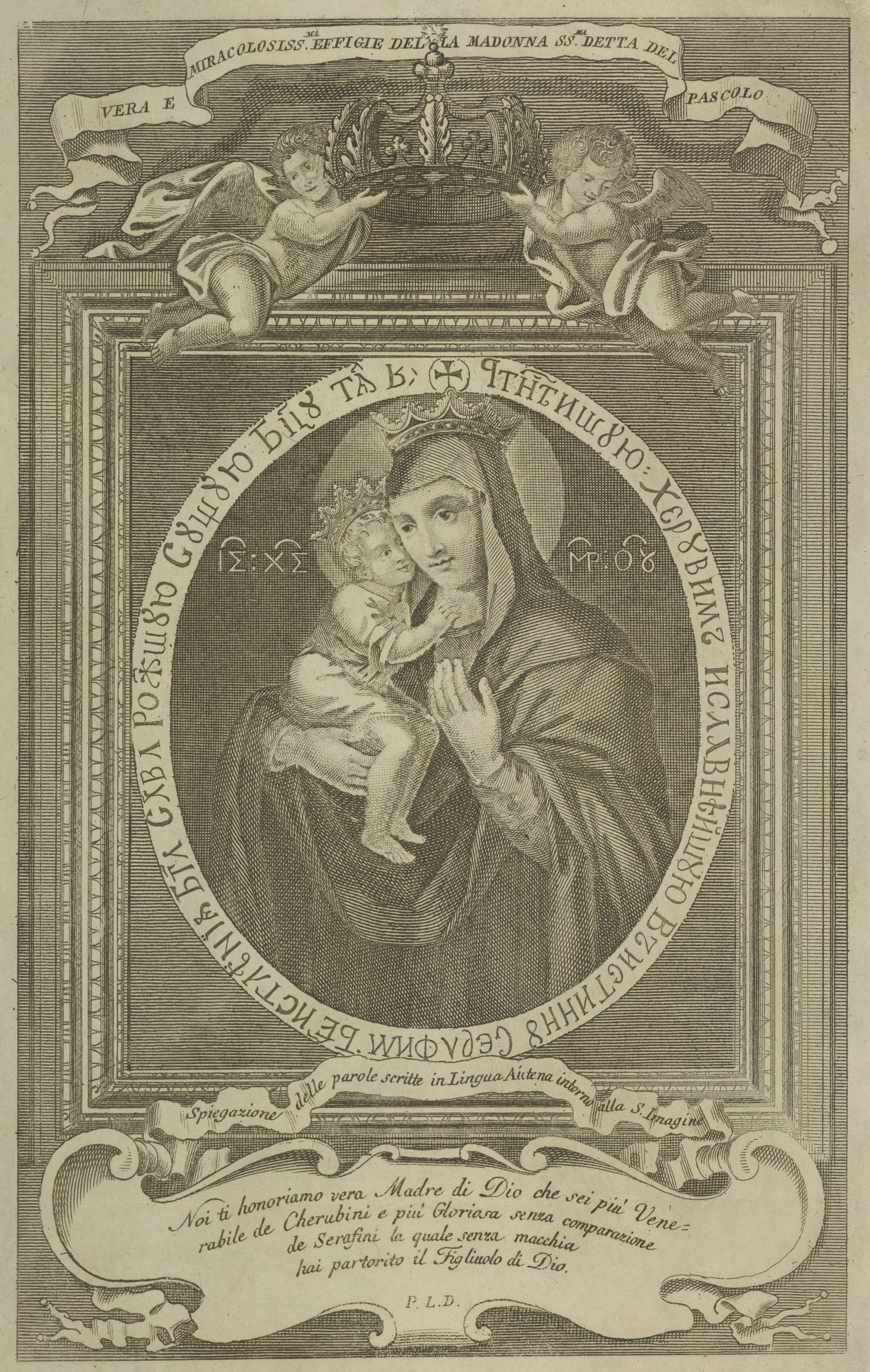

## Preghiera alla Madre di Dio glorificata nell'icona miracolosa di Žyrovici

### Prima
O Madre di Dio, Consolatrice dei bisognosi! Ti veneriamo nell'icona di Žyrovici, da cui irradi la tua luce gentile e ci mostri la pienezza di gentilezza, tenerezza, speranza e amore. A Te ricorriamo, pregando per la guarigione dei malati, per il rafforzamento della fede, il pentimento dei peccatori, l'armonia nelle famiglie, l'unità e la solidarietà con tutti i cristiani e la prosperità per il mondo intero. Benedici e proteggi, prega e intercedi presso tuo Figlio Gesù Cristo per tutti noi.

### Seconda
O Misericordiosa Signora, Vergine Maria! Con quali labbra toccherò la Tua immagine sacra, e con quali parole confesserò la Tua generosità che hai mostrato agli uomini? Perché nessuno, che a Te ricorre, rimane inascoltato e senza aiuto. Da quando ero giovane cerco il Tuo aiuto e protezione, e non sono mai stato privato della Tua misericordia.
Guarda, o Signora, il dolore del mio cuore e vedi le ferite della mia anima. E ora, chinando la testa, in piedi davanti alla Tua immagine purissima, Ti porto le mie preghiere: non privarmi dell’intercessione onnipotente nel giorno del mio dolore, e nel giorno della mia tristezza intercedi per me. Non allontanarTi dai fiumi delle mie lacrime, o Signora, e riempi il mio cuore di gioia. Sii il mio rifugio e la protezione, o Misericordiosa, e illumina la mia mente con il raggio della Tua luce.
Prego non solo per me, ma anche per quelli che ricorrono alla Tua intercessione. Preserva la Chiesa di tuo Figlio nella bontà, e proteggila dagli attacchi malvagi dei nemici che si ribellano contro di essa. Manda il Tuo aiuto ai nostri gerarchi nell'apostolato e mantienili in salute e in lunga vita, in modo che possano insegnare sinceramente la parola della verità del Signore.
Chiedi per i pastori a Dio, tuo Figlio, lo zelo e la cura delle anime del gregge a loro affidato; manda loro lo spirito di ragione e di pietà, di purezza e di verità divina.
Chiedi a Dio, o Signora, la saggezza e la forza per la nostra suprema autorità e per i governatori, la verità e l'onestà per i giudici, e chiedi per tutti coloro che si rivolgono a Te lo spirito di purezza, di umile saggezza, pazienza e amore.

Ti prego anche, o Misericordiosa, di prendere il nostro paese sotto il velo della Tua grazia e di preservarlo dalle calamità, dall'invasione dei nemici e dai conflitti interni, affinché tutti coloro che ci vivono in pace e amore, possano avere una vita tranquilla e spensierata e, ereditando le benedizioni eterne con le Tue preghiere, possano lodare Dio in cielo insieme a Te per sempre. Amen.